# Distretto di Bougtoub
Il distretto di Bougtoub è un distretto della provincia di El Bayadh in Algeria.

## Comuni
Il distretto di Bougtoub comprende 3 comuni:
- Bougtoub
- El Kheiter
- Tousmouline